# 小型嗜眼吸虫
小型嗜眼吸虫（学名：Philophthalmus minutus）为嗜眼科嗜眼属的动物。在中国大陆，分布于广州市郊等地，营寄生生活，终末宿主家鸭以及寄生在眼结膜囊。该物种的模式产地在广州市郊。
其种加词“minutus”意为“微小的”。